# Dębina (powiat łaski)
Dębina – wieś w Polsce położona w województwie łódzkim, w powiecie łaskim, w gminie Widawa.
W latach 1975–1998 miejscowość należała administracyjnie do województwa sieradzkiego.
Według danych ze Spisu powszechnego z 30 września 1921 r. wieś liczyła 124 mieszkańców, w tym 64 mężczyzn i 60 kobiet. Zamieszkiwali oni w 17 budynkach. W tej liczbie wyznania rzymskokatolickiego były 124 osoby, narodowość polską podali wszyscy mieszkańcy.